# Шаміра Сажитх
Шаміра Сажитх Кумара (нар. 31 березня 1989) — ланкіський футболіст, півзахисник клубу «Неві».

## Клубна кар'єра
З 2015 року виступає в клубі «Неві» з Прем'єр-ліги Шрі-Ланки.

## Кар'єра в збірній
З 2014 року викликається до складу національної збірної Шрі-Ланки.